# Dornier Do 19
Le Dornier Do 19 est un avion militaire allemand de la Seconde Guerre mondiale réalisé par la société Dornier.